# Thysanolaena latifolia
Thysanolaena es un género monotípico de plantas herbáceas perteneciente a la familia de las poáceas. La única especies es Thysanolaena latifolia. Es originaria de Asia tropical.

## Descripción
Son plantas perennes con pelo insertado; culmos rojizos de 150-400 cm de altura; leñosas y persistentes; ramificadas arriba (arbustiva).  Entrenudos de los culmos sólidos. Las hojas lanceoladas (acuminadas), algo coriáceas ; amplias; de 40-70  mm de ancho (hasta 60 cm de largo); algo cordadas (amplexicaules) ; planas; pseudopecioladas. Lígula con una membrana con flecos (minuciosamente ciliolada); truncada (cartilaginosa). Contra-lígula presente. Plantas bisexuales, con espiguillas bisexuales ; con flores hermafroditas. La inflorescencia paniculada (grande, con numerosas espiguillas diminutas).

## Taxonomía
Thysanolaena latifolia fue descrita por  (Roxb. ex Hornem.) Honda y publicado en Journal of the Faculty of Science: University of Tokyo, Section 3, Botany 3(1): 312–313. 1930.
Etimología
Thysanolaena: nombre genérico que deriva del griego thysanos = (franja) y chlaina = (capa), refiriéndose a un lema superior con flecos. 
latifolia: epíteto latino que significa "con hojas grandes".
Citología
El número cromosómico básico es x = 11, o 12 (?).
Sinonimia
- Agrostis latifolia Heyne ex Bor
- Agrostis maxima Roxb.
- Agrostis scoparia J. König ex Bor
- Arundo minutiflora Brongn.
- Melica latifolia Roxb. ex Hornem.	basónimo
- Myriachaeta arundinacea Zoll. & Moritzi
- Myriachaeta glauca Moritzi ex Steud.
- Neyraudia acarifera (Trin.) Conert
- Panicum acariferum Trin.
- Sporobolus gigas (Steud.) Miq.
- Sporobolus scoparius J.Presl
- Thysanolaena acarifera (Trin.) Arn. & Nees
- Thysanolaena agrostis Nees
- Thysanolaena assamensis Gand.
- Thysanolaena birmanica Gand.
- Thysanolaena malaccensis Gand.
- Thysanolaena maxima (Roxb.) Kuntze
- Thysanolaena sikkimensis Gand.
- Vilfa gigas Steud.
- Vilfa scoparia (J.Presl) Steud.[4][5]